# Lubuk Penyamun
Lubuk Penyamun is een bestuurslaag in het regentschap Kepahiang van de provincie Bengkulu, Indonesië. Lubuk Penyamun telt 870 inwoners (volkstelling 2010).